# Нотон, Кайл
Кайл Нотон (англ. Kyle Naughton; 17 ноября 1988 года, Шеффилд, Саут-Йоркшир) — английский футболист, защитник клуба «Суонси Сити».

## Клубная карьера
Родился в Шеффилде. Является воспитанником Академии «Шеффилд Юнайтед», куда пришёл в возрасте семи лет.
В 18 лет стал капитаном академии клуба, вместе с которым дошёл до 1/4 финала молодёжного Кубка Англии.
В январе 2008 года Кайл отправился в шотландский клуб «Гретна» и 16 января дебютировал в матче против «Рейнджерс». За проведённое время в клубе Нотон сыграл 18 матчей.
Первое появление в «Шеффилд Юнайтед» для Кайла состоялось в следующем сезоне, он вышел на замену в матче первого раунда Кубка Лиги против «Порт Вейл». По итогам сезона 2008/09 Кайл удостоился звания «Лучший молодой игрок года». Кроме того, был включён в символическую сборную Чемпионшипа.
В июле 2009 года «Шеффилд Юнайтед» дал согласие на предложение «Тоттенхэма» и 22 июля вместе с товарищем по «Шеффилду» Кайлом Уокером оба игрока подписали контракты со «шпорами». Дебютировал Нотон в составе «Тоттенхэма» в товарищеской встрече с «Барселоной» (1:1). Первое появление в Премьер-Лиге пришлось на матч с «Вест Хэмом», когда игрок вышел на замену на 94-й минуте.
В январе 2010 года был отправлен в аренду в клуб Чемпионшипа «Мидлсбро», где провёл 15 матчей.
Сезоны 2010/11 и 2011/12 Кайл отыграл в клубах «Лестер Сити» и «Норвич Сити» соответственно.
В сезоне 2012/13 выступает в составе «Тоттенхэма». 16 сентября 2013 года впервые в рамках Премьер-Лиги вышел в стартовом составе «шпор» в игре против «Рединга», завершившейся победой (3:1).
22 января 2015 года «Тоттенхэм Хотспур» продал Кайла в «Суонси».